# Il trenino Thomas - Sodor e il tesoro dei pirati
Il trenino Thomas - Sodor e il tesoro dei pirati (Thomas and Friends: Sodor's Legend of the Lost Treasure) è un film del 2015 diretto da David Stoten.

## Trama
Mentre Thomas lavorava al cantiere della nuova linea secondaria, un pezzo di binario crolla sotto di lui, e viene scoperta una grotta dove è nascosta una nave pirata, e secondo una leggenda il capitano di quella nave aveva nascosto un tesoro sull'isola. Le locomotive cercano il tesoro, però, un marinaio di nome John, aiutato dalla barca Skiff, che ha delle ruote per muoversi anche sui binari, vuole trovare il tesoro e tenerlo per sé. Perciò, inganna Thomas per farsi aiutare a trovare il tesoro, ma quando Thomas scopre il piano del marinaio, si fa aiutare dai suoi amici a fermare il marinaio John.

## Distribuzione
Il film è stato distribuito nelle sale britanniche il 17 luglio 2015, e nelle sale americane l'8 settembre 2015. In Italia è uscito in DVD l'11 novembre 2015.

## Accoglienza

### Incassi
Il film ha incassato 889.997 sterline in Regno Unito, 72.928 dollari a Hong Kong e l'equivalente di 2.510.652 dollari americani in Cina.

### Critica
Il film ricevette recensioni maggiormente positive dalla critica, ottenendo una percentuale di gradimento dell'80% e un voto medio di 6/10 basata su 5 recensioni.